# Pilzzungensalamander
Die Pilzzungensalamander oder Klettersalamander (Bolitoglossa) sind eine Gattung der Schwanzlurche. Sie gehören zur Familie der Lungenlosen Salamander und sind in Mittel- und Südamerika verbreitet. Die Pilzzungensalamander bilden die größte Gattung der Schwanzlurche und umfassen mit 140 Arten rund ein Viertel der Artenvielfalt dieser Ordnung.

## Merkmale
Die Kopf-Rumpf-Länge der adulten Salamander liegt je nach Art zwischen 3 und 20 Zentimetern. Die Pilzzungensalamander besitzen an den vorderen Gliedmaßen vier Zehen, an den hinteren fünf. Rund die Hälfte der Arten besitzt Schwimmhäute zwischen den Zehen. Früher war man der Meinung, die Schwimmhäute seien eine Anpassung an das Leben auf Bäumen und in Bromelientrichtern und verbessere die Haftung auf den Blättern. Neueren Untersuchungen zufolge könnten die Schwimmhäute jedoch eine Form der Pädomorphose darstellen. Dabei werden juvenile Merkmale, die schon bei den Vorfahren der Pilzzungensalamander eine Rolle spielten, beibehalten. Darauf deuten auch weitere pädomorphe Merkmale vieler Arten der Gattung hin. Auch bei rein terrestrisch lebenden Formen kommen diese Schwimmhäute vor.

## Verbreitung
Das Verbreitungsgebiet der Pilzzungensalamander reicht von Mexiko über Mittelamerika, wo in Costa Rica und Panama eine besonders große Vielfalt an Arten entdeckt wurde, bis nach  Kolumbien, Venezuela, Ecuador, Peru, Nordostbrasilien und Bolivien.

## Taxonomie
Die Gattung wurde 1854 von Gabriel Bibron, André Marie Constant Duméril und dessen Sohn Auguste Henri André Duméril im Band 9 ihres Gesamtwerks über die Naturgeschichte der Reptilien und Amphibien Erpétologie Genérale ou Histoire Naturelle Complète des Reptiles erstmals beschrieben. Die Zuordnung der Typusart Bolitoglossa mexicana für die Gattung Bolitoglossa erfolgte nachträglich im Jahr 1944 durch Taylor.
Die Gattung Bolitoglossa wird zusammen mit vielen anderen verwandten Gattungen zur Tribus Bolitoglossini gezählt.

## Arten

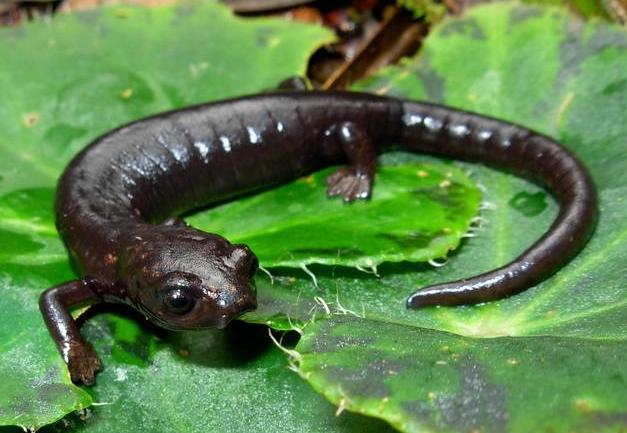
Bolitoglossa adspersa

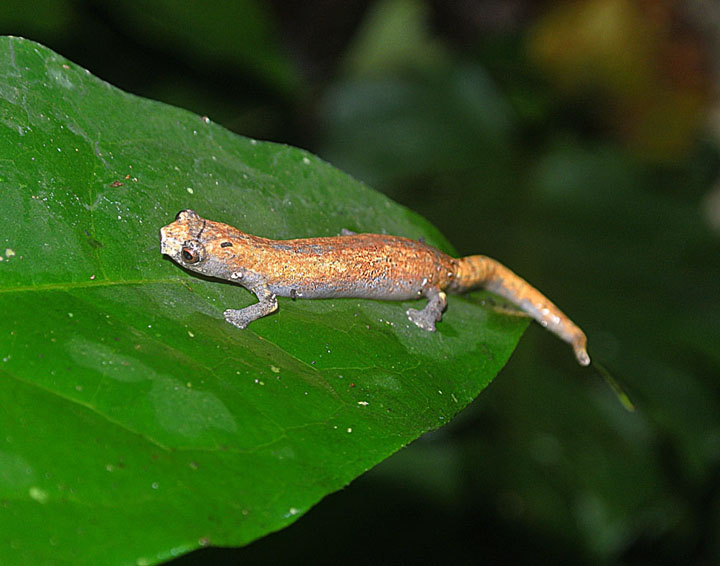
Bolitoglossa altamazonica

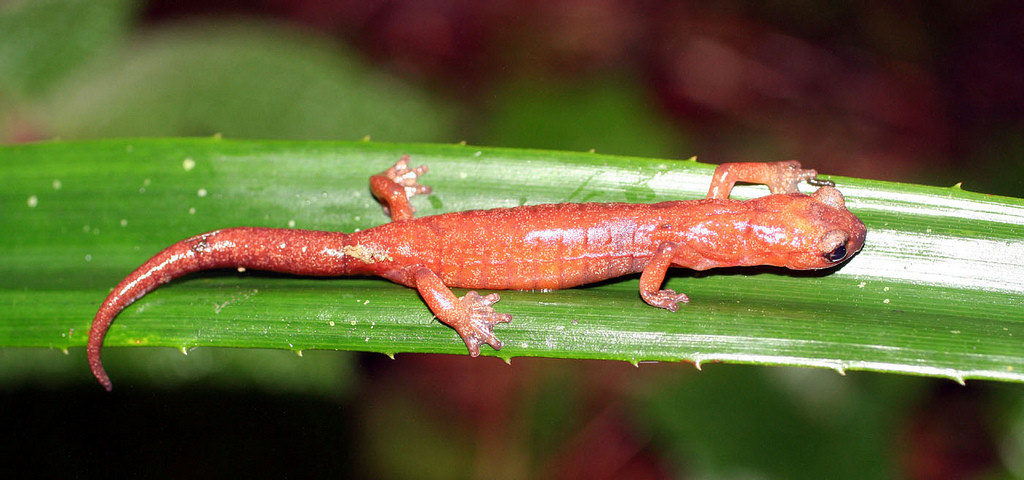
Bolitoglossa celaque

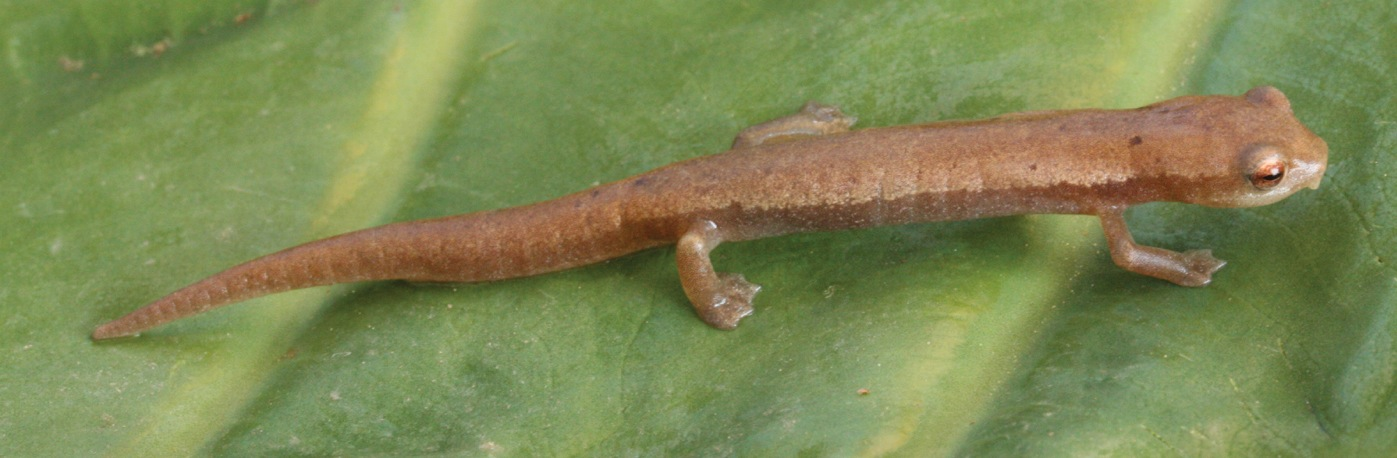
Bolitoglossa chinanteca

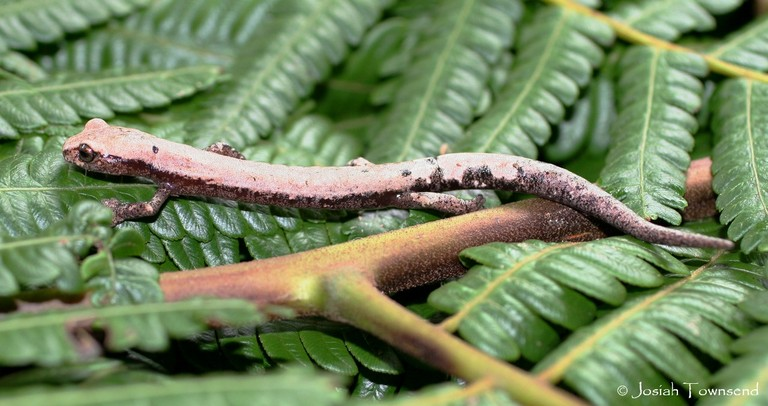
Bolitoglossa conanti

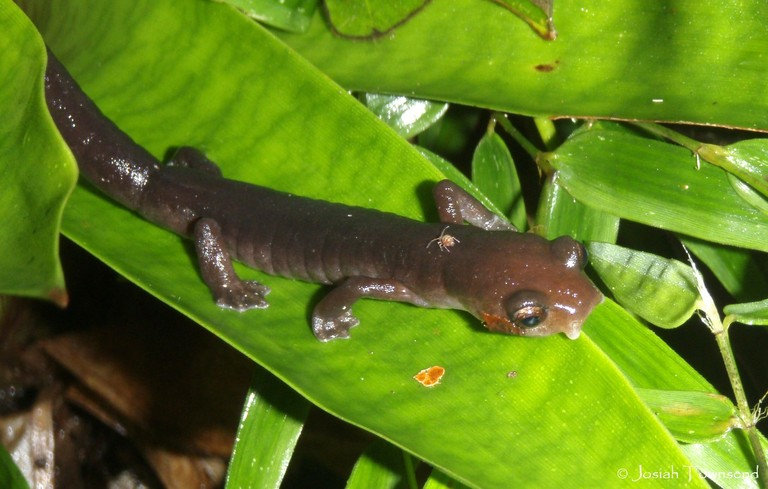
Bolitoglossa diaphora

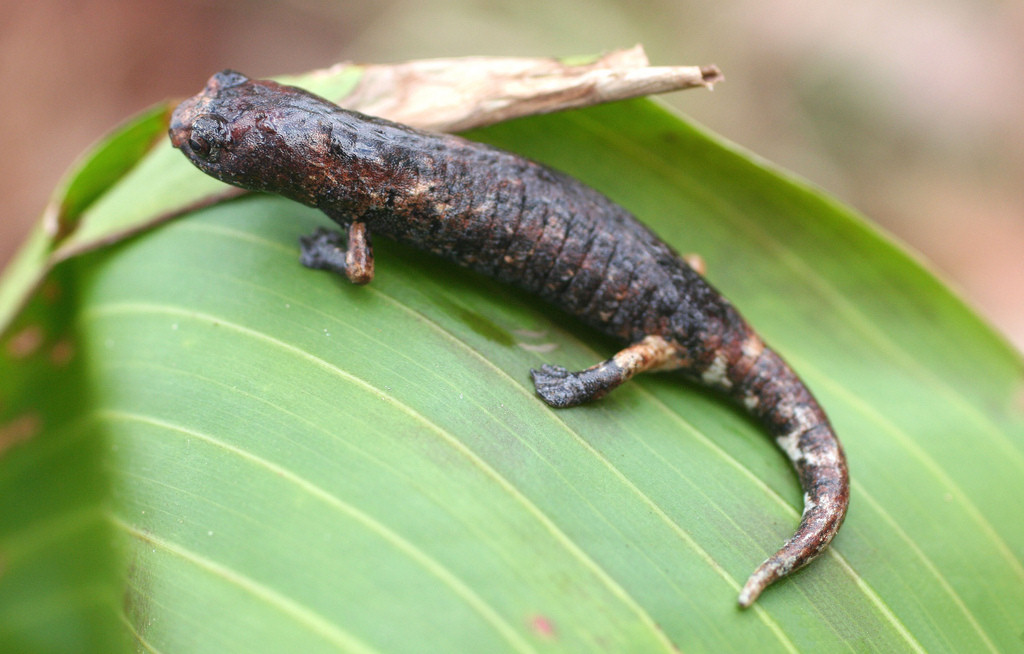
Bolitoglossa dofleini

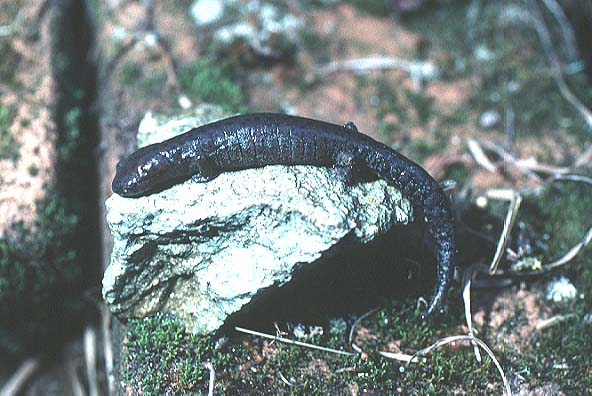
Bolitoglossa heiroreias

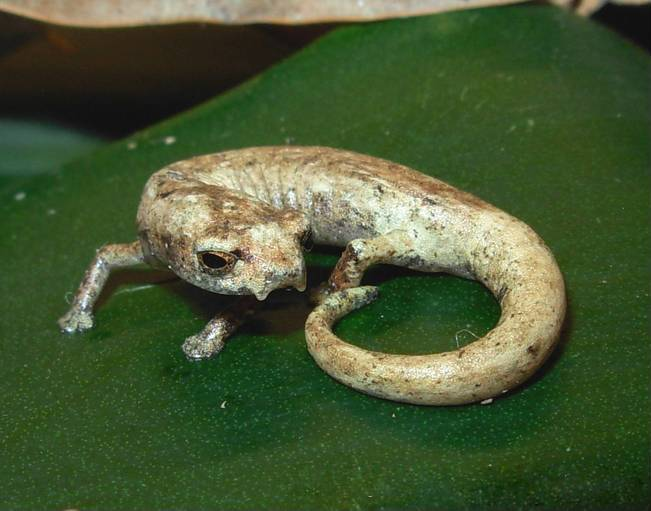
Bolitoglossa lozanoi

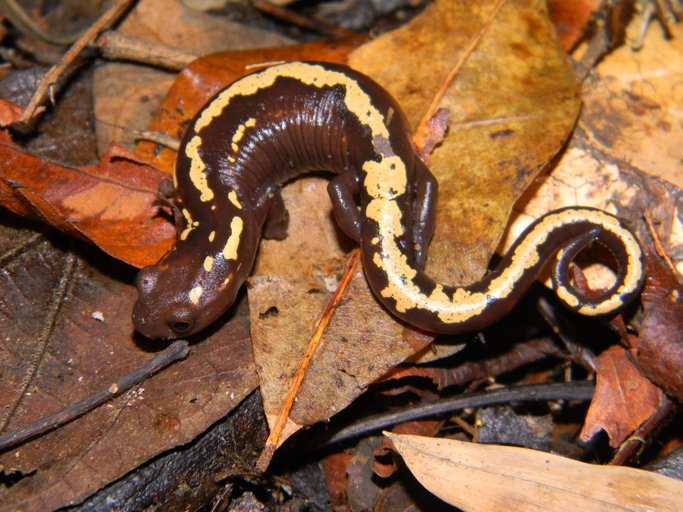
Bolitoglossa mulleri

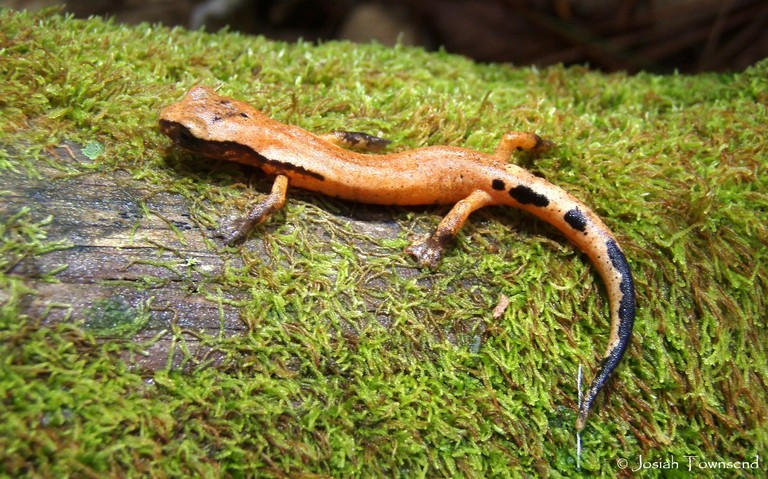
Bolitoglossa oresbia

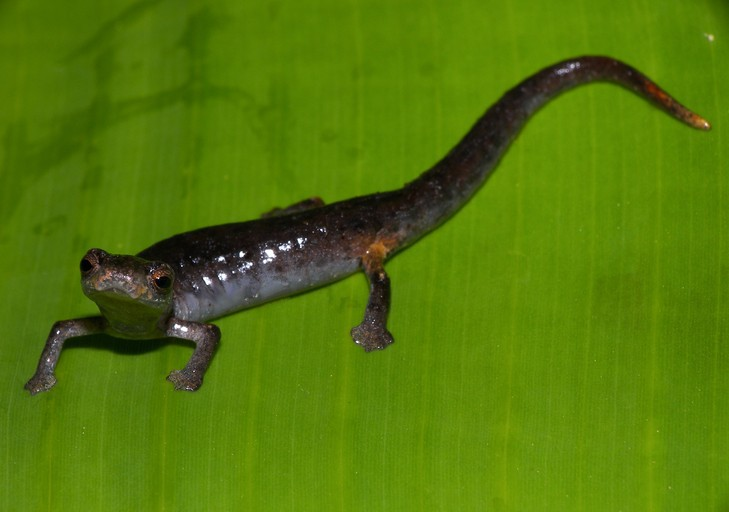
Bolitoglossa phalarosoma

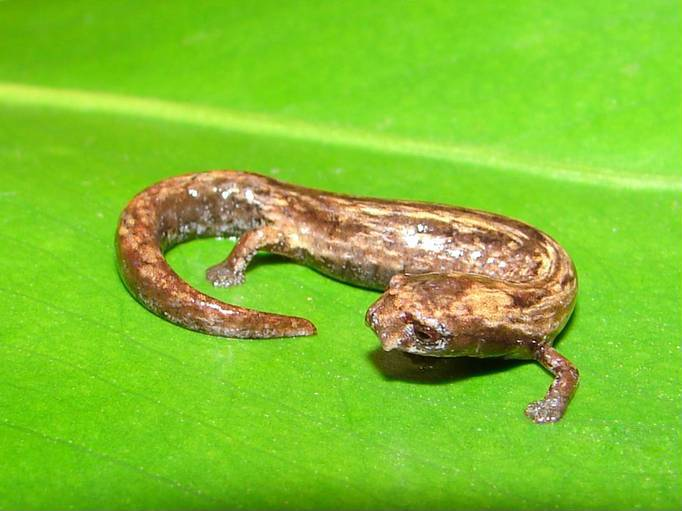
Bolitoglossa ramosi

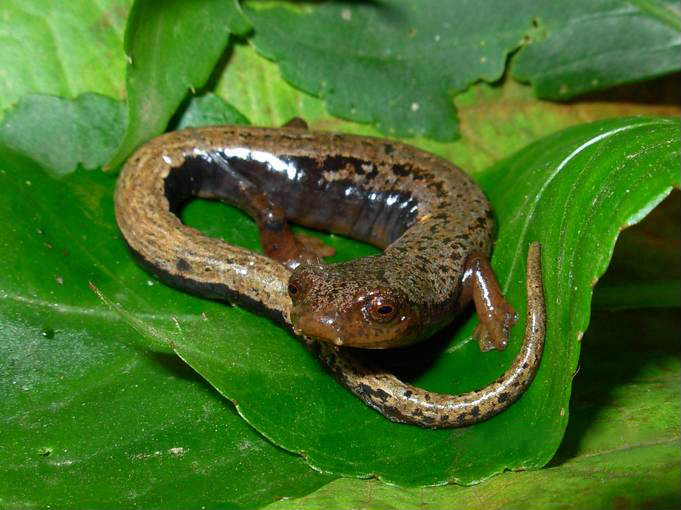
Bolitoglossa vallecula

Im Jahr 2012 waren 121 Arten beschrieben. In den Jahren 2013 und 2014 kamen 9 neue Arten hinzu. 2016 wurde eine weitere Art erstbeschrieben, ebenso 2017 und 2019 sowie 2021, 2022 und 2023. 2020 waren es zwei Arten, 2024 drei Arten. Insgesamt zählen 142 Arten zu der Gattung Bolitoglossa (Pilzzungensalamander).
Stand: 27. November 2024
- Bolitoglossa adspersa (Peters, 1863)
- Bolitoglossa alberchi García-París, Parra-Olea, Brame & Wake, 2002
- Bolitoglossa altamazonica (Cope, 1874)
- Bolitoglossa alvaradoi Taylor, 1954
- Bolitoglossa anthracina Brame, Savage, Wake & Hanken, 2001
- Bolitoglossa aurae Kubicki & Arias, 2016[5]
- Bolitoglossa aureogularis Boza-Oviedo, Rovito, Chaves, García-Rodríguez, Artavia, Bolaños & Wake, 2012
- Bolitoglossa awajun Cusi, Gagliardi-Urrutia, Brcko, Wake & von May, 2020
- Bolitoglossa biseriata Tanner, 1962
- Bolitoglossa bolanosi Arias, Chaves & Parra-Olea, 2024[6]
- Bolitoglossa borburata Trapido, 1942
- Bolitoglossa bramei Wake, Savage & Hanken, 2007
- Bolitoglossa caldwellae Brcko, Hoogmoed & Neckel-Oliveira, 2013[7]
- Bolitoglossa capitana Brame & Wake, 1963
- Bolitoglossa carri McCranie & Wilson, 1993
- Bolitoglossa cataguana Townsend, Butler, Wilson & Austin, 2009
- Bolitoglossa cathyledecae Ponce, Navarro, Morales & Batista, 2022
- Bolitoglossa celaque McCranie & Wilson, 1993
- Bolitoglossa centenorum Campbell, Smith, Streicher, Acevedo & Brodie, 2010
- Bolitoglossa cerroensis (Taylor, 1952)
- Bolitoglossa chica Brame & Wake, 1963
- Bolitoglossa chiquitica Arias, Chaves Kubicki & Parra-Olea, 2024[8]
- Bolitoglossa chucantiensis Batista, Köhler, Mebert & Vesely, 2014[9]
- Bolitoglossa chinanteca Rovito, Parra-Olea, Lee & Wake, 2012
- Bolitoglossa chucantiensis Batista, Köhler, Mebert & Vesely, 2014
- Bolitoglossa coaxtlahuacana Palacios-Aguilar, Cisneros-Bernal, Arias-Montiel & Parra-Olea, 2020
- Bolitoglossa colonnea (Dunn, 1924)
- Bolitoglossa compacta Wake, Brame & Duellman, 1973
- Bolitoglossa conanti McCranie & Wilson, 1993
- Bolitoglossa copia Wake, Hanken & Ibáñez, 2005
- Bolitoglossa copinhorum Itgen, Sessions, Wilson & Townsend, 2020 "2019"[10]
- Bolitoglossa cuchumatana (Stuart, 1943)
- Bolitoglossa cuna Wake, Brame & Duellman, 1973
- Bolitoglossa daryorum Campbell, Smith, Streicher, Acevedo & Brodie, 2010
- Bolitoglossa decora McCranie & Wilson, 1997
- Bolitoglossa diaphora McCranie & Wilson, 1995
- Bolitoglossa digitigrada Wake, Brame & Thomas, 1982
- Bolitoglossa diminuta Robinson, 1976
- Bolitoglossa dofleini (Werner, 1903)
- Bolitoglossa dunni (Schmidt, 1933)
- Bolitoglossa engelhardti (Schmidt, 1936)
- Bolitoglossa epimela Wake & Brame, 1963
- Bolitoglossa equatoriana Brame & Wake, 1972
- Bolitoglossa eremia Campbell, Smith, Streicher, Acevedo & Brodie, 2010
- Bolitoglossa flavimembris (Schmidt, 1936)
- Bolitoglossa flaviventris (Schmidt, 1936)
- Bolitoglossa franklini (Schmidt, 1936)
- Bolitoglossa gomezi Wake, Savage & Hanken, 2007
- Bolitoglossa gracilis Bolaños, Robinson & Wake, 1987
- Bolitoglossa guaneae Acosta-Galvis & Gutiérrez-Lamus, 2012
- Bolitoglossa guaramacalensis Schargel, García-Pérez & Smith, 2002
- Bolitoglossa hartwegi Wake & Brame, 1969
- Bolitoglossa heiroreias Greenbaum, 2004
- Bolitoglossa helmrichi (Schmidt, 1936)
- Bolitoglossa hermosa Papenfuss, Wake & Adler, 1984
- Bolitoglossa hiemalis Lynch, 2001
- Bolitoglossa huehuetenanguensis Campbell, Smith, Streicher, Acevedo & Brodie, 2010
- Bolitoglossa hypacra (Brame & Wake, 1962)
- Bolitoglossa indio Sunyer, Lotzkat, Hertz, Wake, Aléman, Robleto & Köhler, 2008
- Bolitoglossa insularis Sunyer, Lotzkat, Hertz, Wake, Aléman, Robleto & Köhler, 2008
- Bolitoglossa jacksoni Elias, 1984
- Bolitoglossa jugivagans Hertz, Lotzkat & Köhler, 2013[4]
- Bolitoglossa kamuk Boza-Oviedo, Rovito, Chaves, García-Rodríguez, Artavia, Bolaños & Wake, 2012
- Bolitoglossa kaqchikelorum Campbell, Smith, Streicher, Acevedo & Brodie, 2010
- Bolitoglossa la Campbell, Smith, Streicher, Acevedo & Brodie, 2010
- Bolitoglossa leandrae Acevedo, Wake, Márquez, Silva, Franco & Amézquita, 2013[11]
- Bolitoglossa lignicolor (Peters, 1873)
- Bolitoglossa lincolni (Stuart, 1943)
- Bolitoglossa longissima McCranie & Cruz-Díaz, 1996
- Bolitoglossa lozanoi Acosta-Galvis & Restrepo, 2001
- Bolitoglossa macrinii (Lafrentz, 1930)
- Bolitoglossa madeira Brcko, Hoogmoed & Neckel-Oliveira, 2013[7]
- Bolitoglossa magnifica Hanken, Wake & Savage, 2005
- Bolitoglossa marmorea (Tanner & Brame, 1961)
- Bolitoglossa medemi Brame & Wake, 1972
- Bolitoglossa meliana Wake & Lynch, 1982
- Bolitoglossa mexicana Duméril, Bibron & Duméril, 1854
- Bolitoglossa minutula Wake, Brame & Duellman, 1973
- Bolitoglossa mombachoensis Köhler & McCranie, 1999
- Bolitoglossa morio (Cope, 1869)
- Bolitoglossa mucuyensis  García-Gutiérrez, Escalona, Mora, de Pascual & Fermin, 2012[12]
- Bolitoglossa muisca López-Perilla, Fernández-Roldán, Meza-Joya & Medina-Rangel, 2023[13]
- Bolitoglossa mulleri (Brocchi, 1883)
- Bolitoglossa nicefori Brame & Wake, 1963
- Bolitoglossa nigrescens (Taylor, 1949)
- Bolitoglossa ninadormida Campbell, Smith, Streicher, Acevedo & Brodie, 2010
- Bolitoglossa nussbaumi Campbell, Smith, Streicher, Acevedo & Brodie, 2010
- Bolitoglossa nympha Campbell, Smith, Streicher, Acevedo & Brodie, 2010
- Bolitoglossa oaxacensis Parra-Olea, García-París & Wake, 2002
- Bolitoglossa obscura Hanken, Wake & Savage, 2005
- Bolitoglossa occidentalis Taylor, 1941
- Bolitoglossa odonnelli (Stuart, 1943)
- Bolitoglossa omniumsanctorum (Stuart, 1952)
- Bolitoglossa oresbia McCranie, Espinal & Wilson, 2005
- Bolitoglossa orestes Brame & Wake, 1962
- Bolitoglossa pacaya Campbell, Smith, Streicher, Acevedo & Brodie, 2010
- Bolitoglossa palmata (Werner, 1897)
- Bolitoglossa pandi Brame & Wake, 1963
- Bolitoglossa paraensis (Unterstein, 1930)
- Bolitoglossa peruviana (Boulenger, 1883)
- Bolitoglossa pesrubra Taylor, 1952
- Bolitoglossa phalarosoma Wake & Brame, 1962
- Bolitoglossa platydactyla (Gray, 1831)
- Bolitoglossa porrasorum McCranie & Wilson, 1995
- Bolitoglossa psephena Campbell, Smith, Streicher, Acevedo & Brodie, 2010
- Bolitoglossa pygmaea Bolaños & Wake, 2009
- Bolitoglossa qeqom Dahinten-Bailey, Serrano, Alonso-Ascencio, Cruz-Font, Rosito-Prado, Ruiz-Villanueva, Vásquez-Almazán & Ariano-Sánchez, 2021
- Bolitoglossa ramosi Brame & Wake, 1972
- Bolitoglossa riletti Holman, 1964
- Bolitoglossa robinsoni Bolaños & Wake, 2009
- Bolitoglossa robusta (Cope, 1894)
- Bolitoglossa rostrata (Brocchi, 1883)
- Bolitoglossa rufescens (Cope, 1869)
- Bolitoglossa salvinii (Gray, 1868)
- Bolitoglossa savagei Brame & Wake, 1963

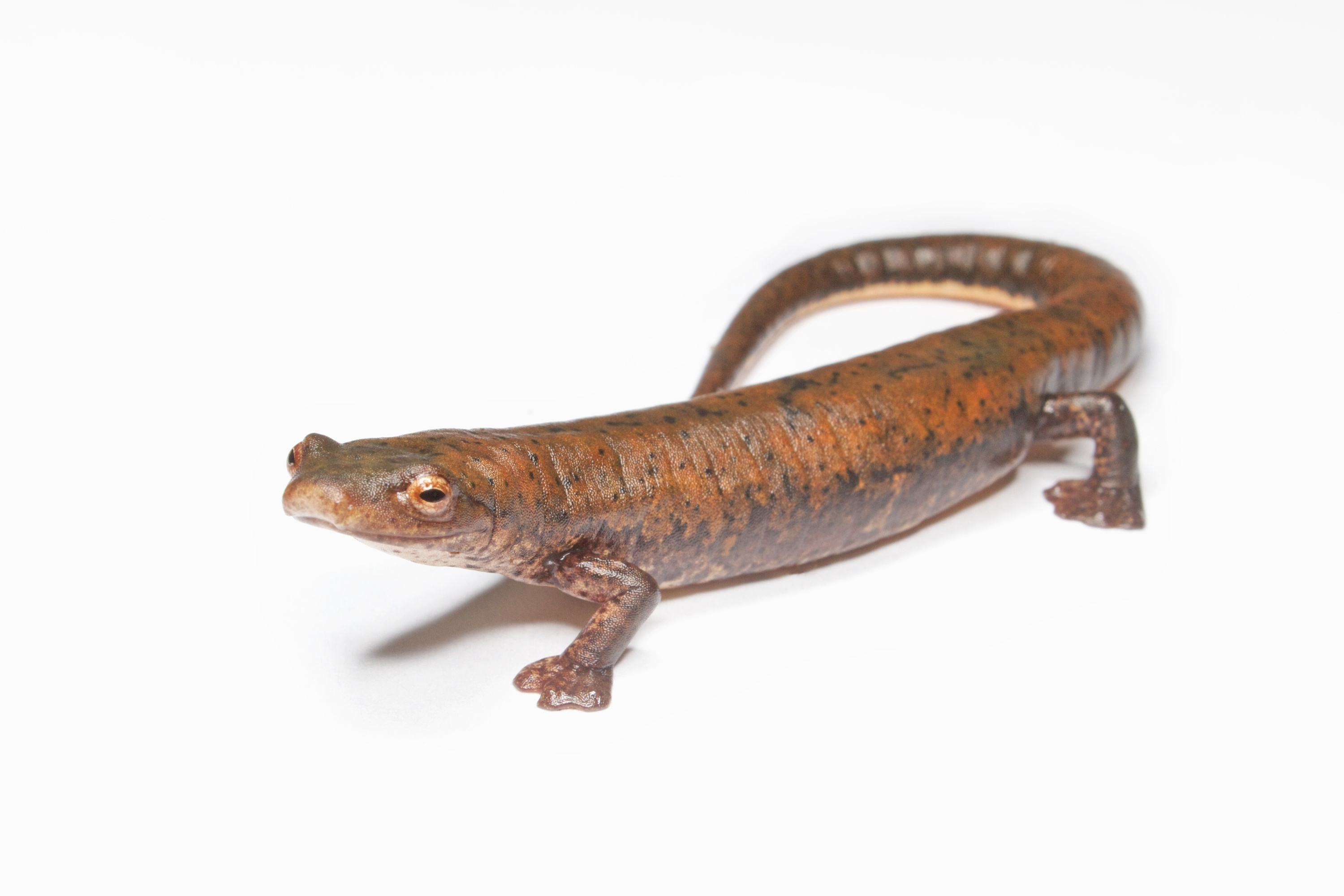
Bolitoglossa schizodactyla

- Bolitoglossa schizodactyla Wake & Brame, 1966
- Bolitoglossa silentium Arias, Chaves, Kubicki & Parra-Olea, 2024[8]
- Bolitoglossa silverstonei Brame & Wake, 1972
- Bolitoglossa sima (Vaillant, 1911)
- Bolitoglossa sombra Hanken, Wake & Savage, 2005
- Bolitoglossa sooyorum Vial, 1963
- Bolitoglossa splendida Boza-Oviedo, Rovito, Chaves, García-Rodríguez, Artavia, Bolaños & Wake, 2012
- Bolitoglossa striatula (Noble, 1918)
- Bolitoglossa stuarti Wake & Brame, 1969
- Bolitoglossa subpalmata (Boulenger, 1896)
- Bolitoglossa suchitanensis Campbell, Smith, Streicher, Acevedo & Brodie, 2010
- Bolitoglossa synoria McCranie & Köhler, 1999
- Bolitoglossa tamaense Acevedo, Wake, Márquez, Silva, Franco & Amézquita, 2013[11]
- Bolitoglossa tapajonica Brcko, Hoogmoed & Neckel-Oliveira, 2013[7]
- Bolitoglossa tatamae Acosta-Galvis & Hoyos, 2006
- Bolitoglossa taylori Wake, Brame & Myers, 1970
- Bolitoglossa tenebrosa Vazquez-Almazán & Rovito, 2014[14]
- Bolitoglossa tica García-París, Parra-Olea & Wake, 2008
- Bolitoglossa tzultacaj Campbell, Smith, Streicher, Acevedo & Brodie, 2010
- Bolitoglossa vallecula Brame & Wake, 1963
- Bolitoglossa veracrucis Taylor, 1951
- Bolitoglossa walkeri Brame & Wake, 1972
- Bolitoglossa xibalba Campbell, Smith, Streicher, Acevedo & Brodie, 2010
- Bolitoglossa yariguiensis Meza-Joya, Hernández-Jaimes & Ramos-Pallares, 2017
- Bolitoglossa yucatana (Peters, 1882)
- Bolitoglossa zacapensis Rovito, Vásquez-Almazán & Papenfuss, 2010
- Bolitoglossa zapoteca Parra-Olea, García-París & Wake, 2002

Anfang 2013 wurde Bolitoglossa mucuyensis aus Venezuela beschrieben. Im April 2013 wurde die Erstbeschreibung der Art Bolitoglossa jugivagans aus Panama veröffentlicht. Bolitoglossa chucantiensis, ebenfalls aus Panama, wurde im Jahr 2014 erstmals beschrieben. Bolitoglossa tamaense und Bolitoglossa leandrae stammen aus Kolumbien. Bolitoglossa tapajonica, Bolitoglossa madeira und  Bolitoglossa caldwellae stammen aus Brasilien. 2014 wurde aus Guatemala mit Bolitoglossa tenebrosa eine komplett schwarz gefärbte Art beschrieben. 2016 kam Bolitoglossa aurae aus Costa Rica in leuchtend gelber Färbung hinzu. 2017 folgte Bolitoglossa yariguiensis und 2019 (Erscheinungsdatum der Publikation im Jahr 2020) Bolitoglossa copinhorum. 2020 wurden mit Bolitoglossa awajun und Bolitoglossa coaxtlahuacana zwei neue Arten beschrieben. 2021 folgte Bolitoglossa qeqom, im Jahr 2022 Bolitoglossa cathyledecae und im Jahr 2023 Bolitoglossa muisca. Im Jahr 2024 wurden Bolitoglossa bolanosi, Bolitoglossa chiquitica und Bolitoglossa silentium beschrieben.